# Баронг (оружие)
Баронг — толстый листовидный нож с одним лезвием. Использовался исламскими племенами на Южных Филиппинах.

## Описание

### Клинок
Баронги отличаются очень толстыми и тяжелыми клинками, что способствует их ударной способности. Их длина колеблется от 20 до 56 см. Более новые образцы, однако, имеют тенденцию быть длиннее — от 46 до 56 см. Модели из дамасской стали также обладают толстым лезвием, но их сложнее контролировать, чем более распространенный калис.

### Рукоятка
Большинство рукояток имеют серебряный «рукав» и лакированные кольцевые волокна, находящиеся на вершине. Ножи для знати делались из слоновой кости, рога карабао или маболо. Прочие баронги имели менее искусно сделанные рукояти и были меньше. Общие мотивы включали какаду или наги. Длинный металлический обод изготавливался из серебра, однако медь, латунь и другие материалы были также в ходу. Баронги, использованные во Второй мировой войне, могли иметь алюминиевые наконечники. Наконечники, как правило, были около 8 см в длину. Часто они были покрыты лакированными природными волокнами для удобства держания, между которыми могли быть вставки из прочного металла.
Украшения в виде какаду, как правило делались из банати. На баронгах, принадлежащих высшему классу, украшения были больше и тщательнее изготовленные. Ножи для низших классов, и те, которые использовались для боевых действий, имели менее сложные фигурки гораздо меньших размеров. Во время Второй мировой войны, формы какаду изменились. Гребни стали более треугольными и начали появляться прямо из задней части фигурки. Кроме того, клюв стал более массивным и прямоугольной формы. Образцы, используемые фехтовальщиками, отличались меньшими клинками и рукоятями.

### Прочее
Баронги использовались раджами, султанами и Дату (правителями Висайских островов и Минданао).